# Будинок Коцюбинського (Бар)
Будинок Коцюбинського в місті Бар — будівля, в якій мешкала родина Коцюбинських в 1872—1876 рр. Адреса — вулиця Святого Миколая, 19 в південній частині міста, навпроти костелу Св. Анни. Це — одноповерхова цегляна будівля з відкритою верандою, оштукатурена, дах залізний, шатровий, двосхилий.

## Історія
Будинок Коцюбинського в місті Бар, що побудований на початку XIX ст. був приватною власністю купця Штока. Коцюбинський Михайло народився у місті Вінниця 17 вересня 1864 року в сім'ї службовця. У 1872 році після переходу батька на посаду поліцейського наглядача сім'я переїхала в місто Бар. Сім'я поселилася в будинку, ґанок якого виходив на ярмарковий майдан. Будинок мав 6 кімнат, кухню та коридор. На той час будівля належала поліцейській управі міста, де розпочав роботу батько Михайла Коцюбинського. Для домашнього навчання сина Коцюбинські запросили відомого в місті вчителя Я. І. Богачевського. Восени 1875 року Михайло вступив відразу до третього класу початкової школи міста. Останній клас Барської школи Михайло Коцюбинський закінчив у 1876 році, а далі вступив до Шаргородської бурси. В дорослому віці, в листах до літературознавця Вогульського письменник розповідав про важливі літературні факти становлення в барський період свого дитячого життя. В Барі Михайло Коцюбинський зробив перші літературні кроки: створив п'єсу за мотивами народної балади «Бондарівна» та комедійну п'єсу «Поп Влас, що має власть». Старовинна будівля колишньої школи, де навчався М. Коцюбинський, збереглася до сьогодні. Це будинок гарної архітектури в центі міста, оздоблений банею. У ньому нині діє греко-католицька церква.

## Період німецько-радянської війни
Під час Великої Вітчизняної війни будинок, у якому мешкала родина Коцюбинських значно постраждав. Гітлерівські окупаційні війська перетворили приміщення колишньої садиби родини Коцюбинських у склад солі. Внаслідок такої безгосподарності будинок став малопридатним для подальшої експлуатації. Після чергового ремонту в 50-60-х роках минулого століття в будинку розміщувалася дитяча бібліотека міста. Далі помешкання Коцюбинських використовувала міськрада як житло. Неодноразові ремонти приміщення позитивних результатів не дали.

## Сучасний стан
На сьогодні будинок знаходиться в доволі запущеному стані, потребує капітального ремонту. На фасаді будинку в 1964 та 1964 році були встановлені меморіальні дошки, які з часом зникали. У 1994 році на будівлі було встановлено нову мармурову дошку з наступним написом: «У цьому будинку в 1874—1876 рр. жив великий український письменник Михайло Михайлович Коцюбинський».